# Рафаэл Де Андраде Биттенкур Пиньейру
Рафаэл де Андраде Биттенкур Пиньейру (порт.-браз. Rafael de Andrade Bittencourt Pinheiro, более известный как Рафаэл (порт. Rafael); род. 3 марта 1982 года в Сан-Паулу, Бразилия) — бразильский футболист, вратарь.

## Клубная карьера
Рафаэл — воспитанник клубов «Насьонал» Сан-Пауло, «Коринтианс» и «Жувентус». В 2001 году вратарь начал профессиональную карьеру в клубе «Сантос». В 2003 году он дебютировал в бразильской Серии A. В 2005 году для получения игровой практики Рафаэл выступал за «Сан-Бенту». В 2007 году он перешёл в итальянский «Эллас Верона». В 2011 году Рафаэл помог команде выйти в более высокий дивизион. 26 августа в матче против «Пескары» он дебютировал в итальянской Серии B. В 2013 году Рафаэл помог клубу выйти в элиту. 24 августа в матче против «Милана» он дебютировал в итальянской Серии A. Летом 2016 года Рафаэл перешёл в «Кальяри». 20 мая в матче против «Про Верчелли» он дебютировал за новый клуб. По итогам сезона команда вышла в элиту. 

## Достижения
- Победитель Серии B: 2015/16